# Nadleśnictwo Bircza
Nadleśnictwo Bircza – jednostka organizacyjna Lasów Państwowych, podległa RDLP w Krośnie, której siedziba znajduje się w miejscowości Stara Bircza.
Nadleśnictwo administruje lasami we wschodniej części województwa podkarpackiego, w powiatach: bieszczadzkim i przemyskim. Powierzchnia nadleśnictwa wynosi 29 810,85 ha, z czego grunty leśne stanowią 27 634 ha.
Nadleśnictwo obejmuje tereny Pogórza Przemyskiego, Gór Sanocko-Turczańskich i Płaskowyżu Chyrowskiego.
Cały teren nadleśnictwa obejmuje Leśny Kompleks Promocyjny „Lasy Birczańskie”.

## Organizacja Nadleśnictwa Bircza
Organizacyjnie Nadleśnictwo podzielone jest na 3 obręby: Bircza, Nowe Sady i Wojtkowa, które z kolei dzielą się na 21 leśnictw: Leszczyny, Turnica, Borysławka, Posada Rybotycka, Pechnów, Arłamów, Jureczkowa, Wojtkówka, Trzcianiec, Jamna, Krzywe, Trójca, Łodzinka, Malawa, Kuźmina, Dobrzanka, Leszczawa, Jasienica, Brzuska, Sierakośce, leśnictwo szkółkarskie Kotów.